# Route nationale 57 (Belgique)
Pour les articles homonymes, voir Route nationale 57.
La route nationale 57 est une route nationale belge.